# De Pelikaanman
De Pelikaanman (Finse titel: Pelikaanimies) is een Finse film uit 2004, geschreven en geregisseerd door Liisa Helminen.
De film gaat over een pelikaan die op een strand landt en de mensen die hij ziet zo interessant vindt dat hij de gedaante van een menselijke jongeman aanneemt.
De film kwam in Nederland ook nagesynchroniseerd in de bioscopen.